# Monika Grütters

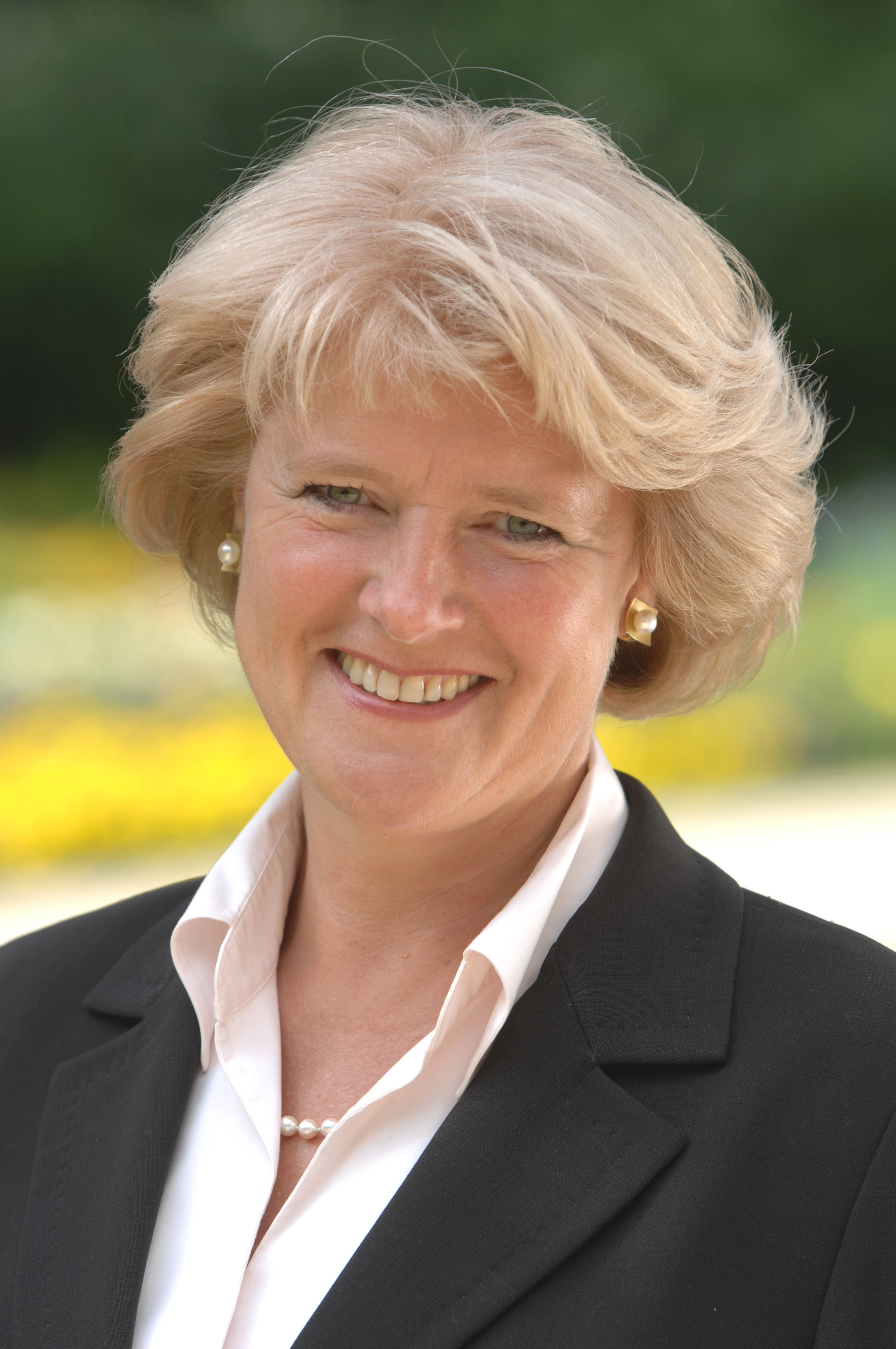
Monika Grütters (2009)

Monika Grütters (* 9. Januar 1962 in Münster) ist eine deutsche Politikerin (CDU). Sie war von 2005 bis 2025 Mitglied des Deutschen Bundestages. Zudem war sie von Dezember 2016 bis Januar 2022 Mitglied des Präsidiums der CDU und von 2016 bis 2019 auch Landesvorsitzende der CDU Berlin. Von 2013 bis 2021 war sie als Staatsministerin bei der Bundeskanzlerin Beauftragte der Bundesregierung für Kultur und Medien.

## Leben und Beruf
Monika Grütters’ Vater war Hausarzt, ihre Mutter Ehe- und Familienberaterin. Sie hat zwei Brüder und zwei Schwestern. Nach dem Abitur 1981 am Bischöflichen Mädchengymnasium Marienschule in Münster absolvierte sie ab 1982 ein Studium der Germanistik, Kunstgeschichte und Politikwissenschaft an der Westfälischen Wilhelms-Universität in Münster und der Rheinischen Friedrich-Wilhelms-Universität Bonn, das sie 1989 als Magister artium beendete. Einer ihrer prägenden Lehrer in Kunstgeschichte war Georg Kauffmann. Sie wurde von 1983 bis 1988 als Stipendiatin der Konrad-Adenauer-Stiftung gefördert.
Nachdem sie schon während ihres Studiums von 1987 bis 1988 in der Presse- und Öffentlichkeitsarbeit der Oper Bonn tätig gewesen war, arbeitete sie im selben Bereich von 1990 bis 1991 am damaligen Museum für Verkehr und Technik in Berlin und von 1991 bis 1992 für die Berliner Verlags- und Buchhandelsgesellschaft Bouvier. Von 1992 bis 1995 war sie Pressesprecherin der Senatsverwaltung für Wissenschaft und Forschung des Landes Berlin.
Seit 1991 hatte Grütters einen Lehrauftrag für Öffentlichkeitsarbeit im Studiengang Kulturmanagement an der Berliner Hochschule für Musik „Hanns Eisler“, seit 1999 als Honorarprofessorin. Seit 2005 ist sie Honorarprofessorin an der Freien Universität Berlin im Masterstudiengang Arts and Media Administration.
Grütters war außerdem ab 1996 in der Öffentlichkeitsarbeit der damaligen Bankgesellschaft Berlin tätig. Von 1998 bis 2013 war sie Vorstandssprecherin der Stiftung Brandenburger Tor und von 2012 bis 2014 Mitglied des Kuratoriums der Stiftung Ernst-Reuter-Archiv. Sie ist Mitglied im Zentralkomitee der deutschen Katholiken (ZdK) und seit Dezember 2013 Sprecherin des Bereichs „Kultur, Bildung und Medien“ des ZdK.
2019 schloss sie sich einem Offenen Brief an Kardinal Reinhard Marx an, der von acht Persönlichkeiten – Theologen und bekannten Katholiken – am 3. Februar 2019 in der Frankfurter Allgemeinen Sonntagszeitung veröffentlicht wurde. Darin wird ein „Neustart mit der Sexualmoral“ mit einer „verständigen und gerechten Bewertung von Homosexualität“ gefordert, „echte Gewaltenteilung“ in der Kirche und der Abbau der Überhöhungen des Weiheamtes und seine Öffnung für Frauen. An die Deutsche Bischofskonferenz wurde appelliert, Diözesanpriestern die Wahl ihrer Lebensform freizustellen, „damit der Zölibat wieder glaubwürdig auf das Himmelreich verweisen kann“.
Grütters ist römisch-katholisch und ledig. Sie hatte mehrere Jahre lang eine Beziehung mit dem Journalisten Theo Koll.
Als Vertreterin der Bundesregierung war sie Mitglied im Verwaltungsrat des Deutschlandradios. Grütters ist zudem Vorsitzende des Aufsichtsrates des Humboldt Forums und der Kulturveranstaltung des Bundes in Berlin GmbH. Weiterhin war sie Vertreterin des Bundes in der Gesellschafterversammlung der Kunst- und Ausstellungshalle der Bundesrepublik Deutschland. Sie war Vorsitzende im Stiftungsrat der Stiftung Preußischer Kulturbesitz und Mitglied im Kuratorium der Stiftung Denkmal für die ermordeten Juden Europas. Grütters leitete als Vorsitzende den Stiftungsrat des Jüdischen Museums Berlin. Des Weiteren war sie die Vizepräsidentin des Deutschen Nationalkomitees für Denkmalschutz und berief in 2016 als Beauftragte für Kultur und Medien den Wissenschaftlichen Beraterkreis der Stiftung Flucht, Vertreibung, Versöhnung. Grütters war Ehrenvorsitzende der RIAS Berlin Kommission und gehörte als Staatsministerin für Kultur und Medien bis 2021 dem Gemeinsamen Ausschuss des Hauptstadtkulturfonds an.
Grütters war seit 2023 Vorsitzende des Vorstandes der Margot Friedländer Stiftung und ist seit 2025 stellvertretende Vorstandsvorsitzende.

## CDU-Abgeordnete in Abgeordnetenhaus und Bundestag

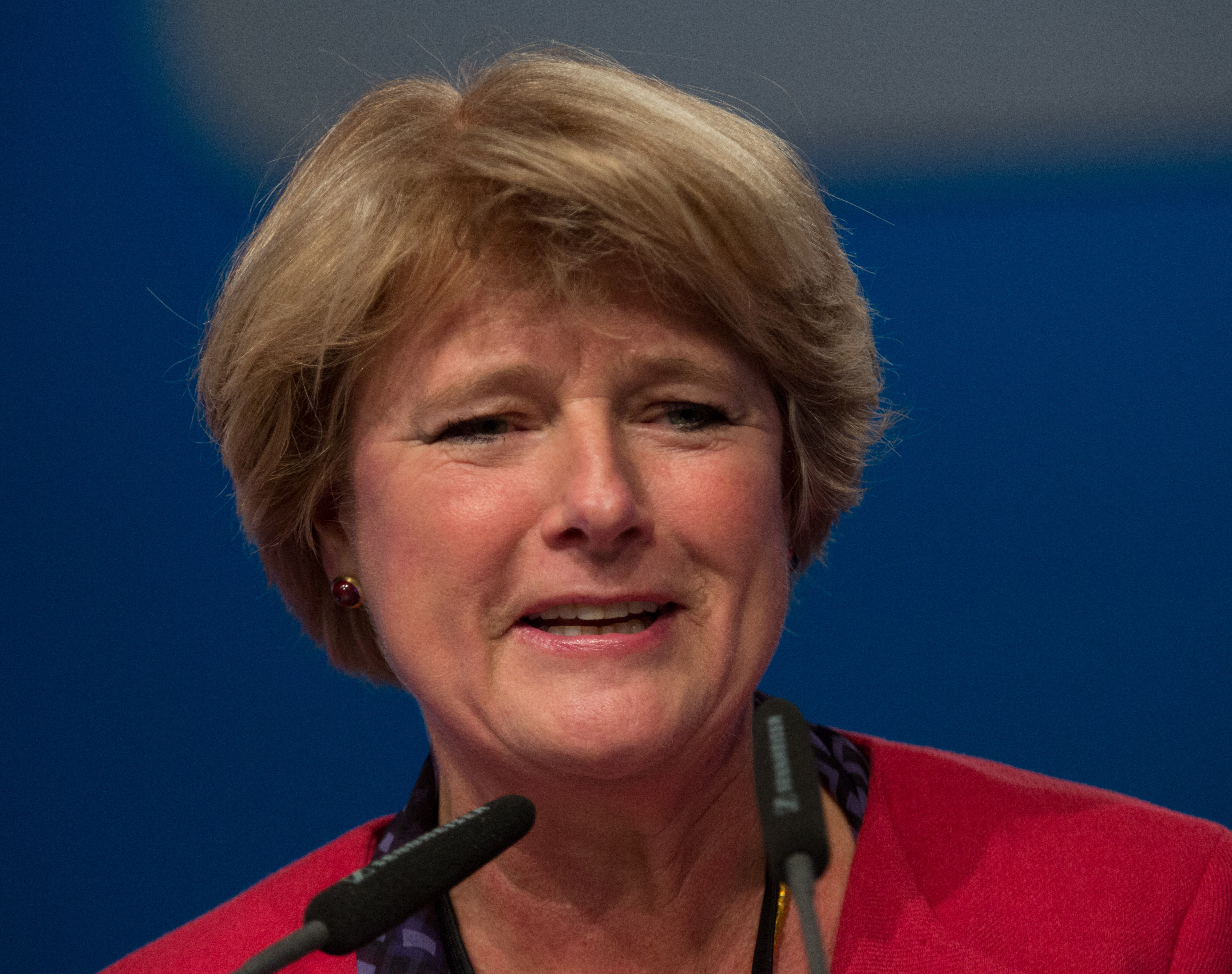
Monika Grütters auf dem 29. Parteitag der CDU Deutschlands am 6. Dezember 2016 in Essen

Monika Grütters trat 1978 in die Junge Union und 1983 auch in die CDU ein. Seit 1998 gehört sie dem Landesvorstand der CDU Berlin an. Von 1995 bis 2005 war Grütters Mitglied des Abgeordnetenhauses von Berlin. Dort war sie wissenschafts- und kulturpolitische Sprecherin und von 2001 bis 2005 auch stellvertretende Vorsitzende der CDU-Abgeordnetenhausfraktion.
Seit 2005 ist sie Mitglied des Deutschen Bundestages. Bei den Bundestagswahlen 2005, 2009, 2013, 2017 sowie 2021 nominierte sie die CDU jeweils als Spitzenkandidatin auf Platz 1 der Berliner Landesliste. Bei den Wahlen von 2005 bis 2017 zog Grütters dabei stets über die Landesliste in den Bundestag ein, nachdem sie im Wahlkreis Berlin-Marzahn-Hellersdorf jeweils Petra Pau (Die Linke) unterlag. Bei der Wahl 2021 trat sie erstmals im Wahlkreis Berlin-Reinickendorf an und konnte dort das Direktmandat gewinnen.
Im Bundestag war Grütters von 2009 bis 2013 Vorsitzende des Ausschusses für Kultur und Medien. In der CDU/CSU-Fraktion übernahm sie im Juni 2022 den Vorsitz des Stephanuskreises, eines überkonfessionellen Gesprächsforums innerhalb der Fraktion, das sich für Religionsfreiheit, religiöse Toleranz und den Schutz von Menschen einsetzt, die aufgrund ihres Glaubens diskriminiert oder verfolgt werden. 
Von 2017 bis 2018 war sie Vorsitzende der CDU Landesgruppe Berlin im Bundestag.
Im Zuge des Schwabinger Kunstfunds, bei dem 2012 in der Wohnung des Münchner Kunstsammlers Cornelius Gurlitt Werke der NS-Raubkunst gefunden wurden, wurde Grütters vom Autor Maurice Philip Remy kritisiert. Sie habe im Fall Gurlitt, bei dem zunächst wesentlich mehr Werke der Raubkunst vermutet als nachgewiesen worden waren, öffentlichkeitswirksam Provenienzforschung und Restitution durchexerzieren wollen, um davon abzulenken, dass die Museen und öffentlichen Sammlungen hinterherhinkten und private Sammler gar nicht belangt werden könnten.
Bei der Bundestagswahl 2025 kandidierte Grütters nicht erneut.
Im Januar 2025 nahm Grütters nicht an den Abstimmungen im Deutschen Bundestag für einen Fünf-Punkte-Plan zur Begrenzung der Migration (29. Januar) und über einen Gesetzentwurf zu Begrenzung der Migration (31. Januar) teil, die die CDU eingebracht hatte. Sie begründete dies mit inhaltlichen Differenzen zum Kurs von CDU-Chef Friedrich Merz und sagte gegenüber der Presse: „Ich ertrage diese Nähe zur AfD nicht.“

## Staatsministerin für Kultur und Medien
Vom 17. Dezember 2013 bis 8. Dezember 2021 war Grütters in der Nachfolge von Bernd Neumann Staatsministerin für Kultur und Medien. Ende Juni 2015 und Mitte Juli 2015 stellte sie eine Novelle zum Gesetz zum Schutz deutschen Kulturgutes gegen Abwanderung vor, von der zwei Entwürfe bekannt und kontrovers diskutiert wurden. Die Reform wurde 2016 in Form des neu erlassenen Kulturgutschutzgesetzes umgesetzt.
2015 rief Grütters den Deutschen Buchhandlungspreis ins Leben. Sie unterstützt die Aufnahme der deutschen Sprache mit Verfassungsrang ins Grundgesetz. Ihr Führungsstil und ihre Personalentscheidungen fanden in der Presse Kritik.
In ihrer Rolle als Kulturstaatsministerin wurde Monika Grütters eine maßgebliche Rolle bei der Entscheidung zum Bau des wegen seiner Kosten und Gestaltung umstrittenen Museums der Moderne in Berlin zugeschrieben.

## Landesvorsitzende der CDU Berlin
Nach dem Rücktritt von Frank Henkel vom Amt des Berliner CDU-Landesvorsitzenden am 13. Oktober 2016 wurde Grütters am folgenden Tag von Präsidium und Landesvorstand der CDU Berlin einstimmig zur Kandidatin für dessen Nachfolge nominiert. Auf einem kleinen Parteitag der CDU Berlin am 2. Dezember 2016 wurde Grütters mit 78,4 Prozent der Stimmen zur neuen Landesvorsitzenden gewählt. Zum ersten Mal in der Geschichte der Berliner CDU übernahm damit eine Frau den Vorsitz. Vier Tage nach ihrer Wahl wurde Grütters auf dem Bundesparteitag der CDU in Essen mit 70,37 Prozent als Nachfolgerin für Emine Demirbüken-Wegner in das Präsidium der CDU und damit in den höheren Parteizirkel um Bundeskanzlerin Angela Merkel gewählt.
Ende März 2019 gab sie bekannt, dass sie sich zum Parteitag am 18. Mai 2019 vom Landesvorsitz der CDU Berlin zurückziehen werde. Nach ihrem Ausscheiden übernahm sie im Landesvorstand die Position einer Beisitzerin. Dass sie zusammen mit Berlins Kultursenator Klaus Lederer (Die Linke) die Entlassung von Hubertus Knabe unterstützte, hatte in der Berliner CDU zu erheblichem Ärger geführt, der letztendlich mit Ausschlag gab, Grütters abzulösen.

## Auszeichnungen
- 2017: Julius-Campe-Preis[39] – gemäß der „Richtlinie der Bundesregierung zur Korruptionsprävention in der Bundesverwaltung“ vom 30. Juli 2004 musste sie die Annahme der ihr zustehenden 99 Weinflaschen jedoch ablehnen.
- 2018: Ordre des Arts et des Lettres[40]
- 2018: Ritter des Ordens vom Aztekischen Adler[41]
- 2020: Plakette „Der Förderin des Buches“[42]
- 2025: Max-Herrmann-Preis
- 2025: Deutscher Kulturpolitikpreis[43]